# Владимирский химический завод
ПАО «Владимирский химический завод» (ВХЗ) — предприятие химической промышленности во Владимире.

## История
Строительство химического комбината во Владимире началось 13 сентября 1931 года на основе производственных корпусов ликвидированной в октябре того же года красильно-отделочной фабрики имени газеты «Правда». Для подготовки кадров квалифицированных рабочих были организованы курсы для рабочих и школа фабрично-заводского ученичества.
В 1930-е годы на заводе началось производство изделий из вискозы и неолейкорита, выпуск асфальтопековых аккумуляторных баков для легковых автомобилей ГАЗ-М-1 и ЗИС-101. В 1937 году вступил в эксплуатацию цех фаолита. В 1940 году на площадях реорганизованного цеха фаолита было налажено первое в стране производство кабельного пластиката.
В период Великой Отечественной войны химический завод выпускал продукцию для фронта. Было увеличено производство спиртовых смол для авиационной промышленности, продолжалось производство кабельного пластиката для изоляции проводов, в том числе в производстве военной техники, из асбопеколита начали создавать диафрагменную бумагу, применявшуюся для теплоизоляции в танках, было налажено производство пековых пробок (заглушек) для снарядов. Завод также выпускал солдатские медальоны и предметы широкого потребления.
В 1947 году на Владимирском химическом заводе был получен светотермостойкий кабельный пластикат, использовкемый для изоляции проводов и кабелей при низких температурах Крайнего Севера и жаркого климата Средней Азии. За его разработку директор К. А. Филиппенко и главный инженер Г. А. Хабарин в 1949 году были удостоены Сталинской премии II степени.
В 1948 году московским институтом «Гипропласт» был разработан генеральный план развития завода. В основу было положено размещение на территории завода полученных по репарации из Германии цехов по производству ацетатов целлюлозы, строительство цехов по выработке мипоры и других пенопластов, возведение на берегу Клязьмы насосной станции с водоотводом от реки до завода и мощных очистных канализационных сооружений. Территория завода выросла с 9 до 78 гектаров, для освобождения места для новых цехов был сооружён отводной канал, в который направили воды реки Рпень, её старое русло засыпали грунтом.
Цех мипоры был запущен в эксплуатацию в 1951 году, в 1953-м заработал цех пенопластов, к концу 1954 года была пущена первая очередь, а в 1958 году — вторая очередь производства ацетатов целлюлозы. В 1967 году было принято решение о строительстве на территории завода комплекса цехов по производству полиэтилентерефталата и плёнки на его основе.
Предприятием осуществлялась программа жилищного строительства: к нескольким домам, которые завод построил в довоенное время на Первомайской (ныне Никитской) улице, добавились целые улицы: Труда, Хирурга Орлова, Мира, Лермонтова, Производственная (ныне Каманина), Грибоедова. В этих районах были построены новые школы и детские сады, на улице Мира появился Дом культуры химиков, на Производственной — комплекс медицинских учреждений.
В 1970—1980-е годы в связи с активным жилищным строительством в восточных районах города, бывших сёлах Красном и Добром, возник вопрос о санитарной зоне вокруг завода и необходимости перепрофилирования его производства с химического синтеза на переработку пластмасс. В связи с этим были закрыты некоторые производства, в том числе весь комплекс синтеза и переработки ацетатов целлюлозы. В настоящее время[когда?] завод производит только ПВХ-пластикаты для защитных оболочек проводов и кабелей, листовые пластифицированные ПВХ-материалы, непластифицированные ПВХ-материалы, изделия из стеклопластиков. В 1981 году завод был награждён орденом Трудового Красного Знамени. Простые полиэфиры не выпускаются. Цех полиэтилентерефталатной пленки был закрыт в 2013 году.
В 2005 году Владимирский химический завод приобрёл производственную площадь бывшего предприятия «Заря» в Дзержинске. Предприятие «Дзержинский химический завод» считается цехом Владимирского химического завода. В 2017 году завод приступил к выпуску пожаробезопасных кабельных полимерных композиций, не содержащих галогенов.